# Orosháza
Orosháza es una ciudad (en húngaro: "város") en el oeste del condado de Békés, en Hungría. Orosháza es un importante centro cultural de la zona. Tiene un campus de la Universidad de Ciencias Aplicadas Kodolányi János.

## Ciudades hermanadas
Orosháza está hermanada con:
- Carei, Rumanía (1991)[3]
- Kuusankoski, Finlandia (1993-2008)[4]
- Băile Tuşnad, Rumanía (1995)
- Panjin, China
- Llanes, España
- Zomba, Hungría